# Гулдсборо (Пенсільванія)
Гулдсборо (англ. Gouldsboro) — переписна місцевість (CDP) в США, в округах Вейн і Монро штату Пенсільванія. Населення — 750 осіб (2020).

## Географія
Гулдсборо розташоване за координатами 41°14′45″ пн. ш. 75°26′28″ зх. д. / 41.24583° пн. ш. 75.44111° зх. д. (41.245867, -75.441234).  За даними Бюро перепису населення США в 2010 році переписна місцевість мала площу 7,78 км², з яких 6,72 км² — суходіл та 1,06 км² — водойми.

## Демографія
Згідно з переписом 2010 року, у переписній місцевості мешкало 890 осіб у 353 домогосподарствах у складі 253 родин. Густота населення становила 114 осіб/км².  Було 546 помешкань (70/км²).
Расовий склад населення:
| - 94,9 % — білих - 1,3 % — азіатів - 1,0 % — чорних або афроамериканців - 0,1 % — вихідців з тихоокеанських островів - 0,1 % — корінних американців - 1,3 % — осіб інших рас |

До двох чи більше рас належало 1,1 %. Частка іспаномовних становила 4,0 % від усіх жителів.
За віковим діапазоном населення розподілялося таким чином: 21,7 % — особи молодші 18 років, 62,0 % — особи у віці 18—64 років, 16,3 % — особи у віці 65 років та старші. Медіана віку мешканця становила 45,4 року. На 100 осіб жіночої статі у переписній місцевості припадало 98,7 чоловіків;  на 100 жінок у віці від 18 років та старших — 99,7 чоловіків також старших 18 років.
Середній дохід на одне домашнє господарство  становив 59 434 долари США (медіана — 45 956), а середній дохід на одну сім'ю — 75 740 доларів (медіана — 56 389). Медіана доходів становила 52 563 долари для чоловіків та 34 531 долар для жінок. За межею бідності перебувало 9,5 % осіб, у тому числі 18,6 % дітей у віці до 18 років та 12,0 % осіб у віці 65 років та старших.
Цивільне працевлаштоване населення становило 269 осіб. Основні галузі зайнятості: освіта, охорона здоров'я та соціальна допомога — 22,3 %, публічна адміністрація — 18,6 %, будівництво — 10,8 %, роздрібна торгівля — 8,9 %.